# Сердар Денкташ
Сердар Денкташ (тур. Serdar Denktaş) — політичний діяч Північного Кіпру. Лідер Демократичної партії, депутат Асамблеї ТРПК з 1990 року, міністр закордонних справ у 2014—2016 роках, віце-прем'єр-міністр та міністр фінансів у 2016—2019 роках.
Сердар Денкташ народився 1959 року в сім'ї Рауфа Денкташа, президента частково визнаної Турецької Республіки Північного Кіпру. Після закінчення курсу друкарської справи в Лондонському коледжі друку у Великій Британії він вступив до Кардіффського університету, щоб вивчати економіку. Однак йому не вдалося завершити навчання, і він повернувся на Кіпр. Незабаром він обійняв посаду генерального директора Кредитного банку Кіпру.
1990 року на парламентських виборах Сердар Денкташ увійшов до виборчого списку від Партії національної єдності по мандатному округу Нікосії і став членом парламенту. Пізніше служив міністром внутрішніх справ, міністром у справах сільського господарства та навколишнього середовища. Він вийшов із Партії національної єдності у 1992 році і взяв участь у формуванні Демократичної партії.
На загальних виборах 1993 він був переобраний на місце депутата, цього разу балотувавшись від Демократичної партії. Увійшов до складу уряду як міністр молоді та спорту. Став лідером Демократичної партії у 1996 році. Коротко обіймав посаду віце-прем'єр-міністра до формування нового коаліційного уряду.
Було переобрано до парламенту ТРПК на загальних виборах 1998 року. На виборах 2003 року був переобраний знову і призначений віце-прем'єр-міністром та міністром закордонних справ, перебуваючи на цих посадах до вересня 2006 року, коли Республіканська турецька партія відкинула Демократичну партію як партнер по урядовій коаліції. Він також був виконувачем обов'язків прем'єр-міністра з 23 квітня 2005 року до 26 квітня 2005 року.
Денкташ був призначений віце-прем'єр-міністром та міністром фінансів 16 квітня 2016 року. Термін його повноважень як заступника прем'єр-міністра закінчився 2 лютого 2018 року. Пішов у відставку з посади міністра фінансів 8 травня 2019.
Говорить турецькою та англійською мовами. Має репутацію прагматичного політика і займає помірніші позиції у питанні про врегулювання кіпрського конфлікту, ніж його батько.